# ライオン門

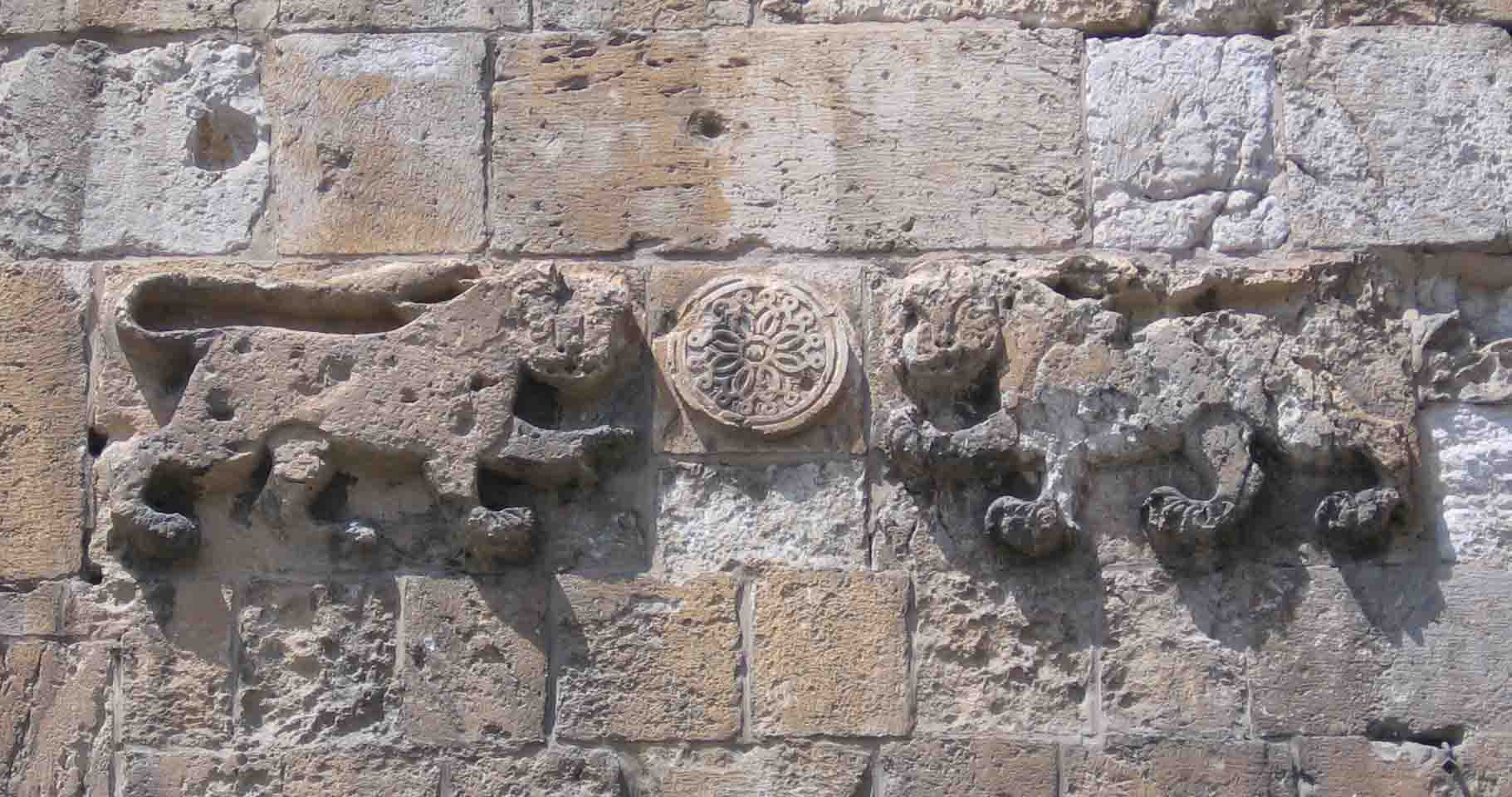
ライオン門の左右には二匹ずつのライオンのレリーフがある

ライオン門（ライオンもん、英語: Lions' Gate）は、イスラエルの城壁に囲まれたエルサレム旧市街から出入りできる7つの門の一つで、東側の中央にある。門の外側は近くに、オリーブ山、ゲッセマネの園などがあり、城内に入るとベトザタの池跡のそばを経て、ヴィア・ドロローサを通って聖墳墓教会へ達するので、キリスト教徒の巡礼者はこの門を通って城内に入る人が多い。
ライオンのレリーフは、1517年にオスマン帝国皇帝のスレイマン1世がマムルーク朝に勝利した記念として掲げられた。伝説では、スレイマンの先代であるセリム1世がエルサレムを征服するとライオンに食べられたという夢を見て、城壁を作って城内を守る約束をしたところ救われたという。このため、ライオンがエルサレムのシンボルとなった。しかし、エルサレムは聖書時代からユダ王国の首都であり、王国のエンブレムはライオンであった（創世記49章9節）。
ライオン門はスレイマンが1542年に作った城壁の一部である。城壁は全長4.5キロメートルあって九市街をめぐっており、高さは5～15メートル、厚さ3メートルである。旧市街の城壁には全部で見張り台が43あり、出入りの門が11あり、その内7つの門が使われている。

## 関連項目

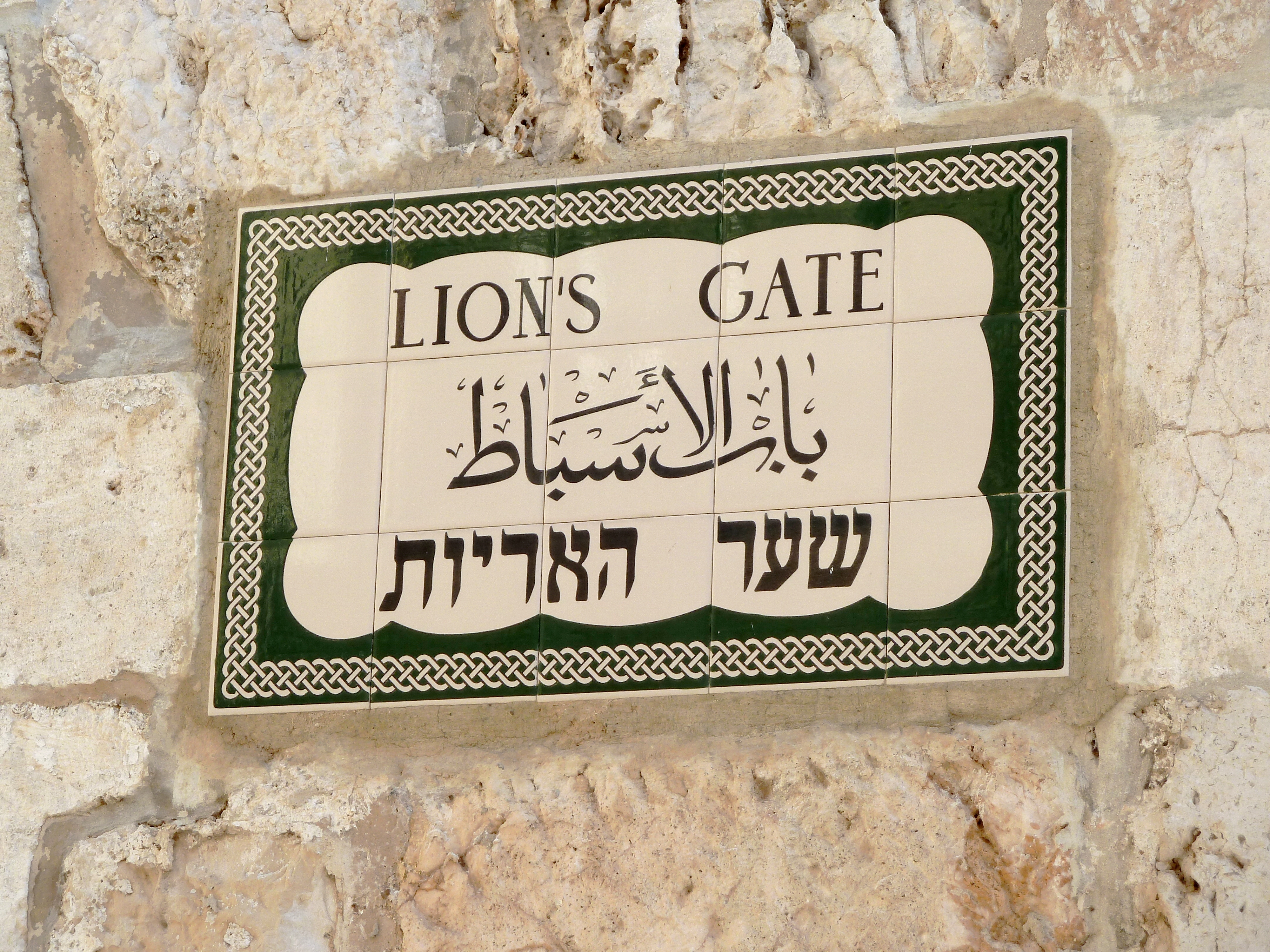
ライオン門を英語・アラビア語・ヘブライ語で案内